# Faculdade Panamericana de Ji-Paraná
A Faculdade Panamericana de Ji-Paraná (UNIJIPA) é uma instituição privada de ensino superior do estado de Rondônia
Está localizada em Ji-Paraná,  e foi criada em outubro de 2006, com três cursos de graduação: administração, ciências contábeis e pedagogia. Inicialmente pertencia ao grupo UNIRON. Em 2013, recebeu autorização do MEC para implantar os cursos de enfermagem e psicologia. No mesmo ano foi comprada pelo Athenas Grupo Educacional. Em 2014, acrescentou o curso de serviço social à grade, dobrando os cursos oferecidos em relação ao período de sua fundação.
Em 2015 os cursos de farmácia, arquitetura e urbanismo e engenharia civil foram inseridos em sua grade pedagógica.
No ano de 2016, inaugurou seu novo campus e também passou a oferecer os cursos de odontologia, fisioterapia, biomedicina, engenharia de produção e engenharia ambiental.
Em 2022 passou a ofertar curso superior em medicina.